# Strangalia melanophthisis
Strangalia melanophthisis es una especie de escarabajo longicornio del género Strangalia, categorizada en la tribu Lepturini, de la subfamilia Lepturinae. Fue descrita por Berg en 1889.

## Descripción
Mide 10-12 mm de longitud.

## Distribución
Se distribuye por Argentina, Brasil, Paraguay y Uruguay.